# Ansbach (stacja kolejowa)
Ansbach – stacja kolejowa w Ansbach, w kraju związkowym Bawaria, w Niemczech. Znajdują się tu 4 perony.